# خوسه مانوئل کیروگا
خوزه مانوئل کویروگا (انگلیسی: José Manuel Quiroga؛ زادهٔ ۱۸ فوریهٔ ۱۹۸۶) بازیکن فوتبال اهل آرژانتین است.